# Marthe Mercadier

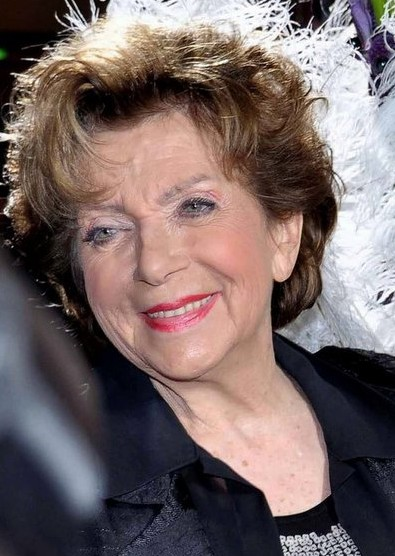
Marthe Mercadier, 2010

Marthe Mercadier (* 23. Oktober 1928 in Paris; † 15. September 2021 in Puteaux) war eine französische Film- und Theaterschauspielerin.

## Leben
Marthe Mercadier arbeitete vor allem am Theater, wo sie zumeist in Rollen provokanter Frauen besetzt wurde. Theatererfolge hatte sie mit Jacques Devals Charmante soirée, Georges Feydeaus Der Floh im Ohr und Jean Poirets Sacré Léonard.
Ihr Kinodebüt gab Marthe Mercadier 1950 in der Rolle der Mélanie in Maurice Labros Le Tampon du capiston. 1951 spielte sie eine Prostituierte aus Brooklyn im Krimidrama Rauschgift Curare. Es folgten Rollen in Die Nacht ist mein Reich (1951), in Gilles Grangiers Liebesdrama Le Plus joli péché du monde (1951) neben Georges Marchal und Dany Robin sowie in Rendez-vous à Grenade (1952). In Deutschland stand sie als Lehrerin Madame Aubert in Mädchen in Uniform (1958) neben Lilli Palmer und Romy Schneider vor der Kamera.
In den 1960ern kam sie häufiger in Filmkomödien zum Einsatz, so beispielsweise als Louis de Funès’ Partnerin in Louis – Die Schnatterschnauze (1961) oder neben Fernandel in Le Bon roi Dagobert (1963). Als Albertine erlag sie dem Charme des Draufgängers und Kommissars Gérard Barray in Béru und jene Damen (1968). Eine Hauptrolle hatte sie in der Komödie Aux frais de la princesse (1969), in der auch die späteren Komödien-Stars Jean Poiret und Michel Galabru zu sehen waren. In den folgenden Dekaden war Mercadier weiterhin auf Komödien wie La Coqueluche mit Pierre Richard und Michel Galabru spezialisiert. Ihre letzte Hauptrolle hatte Marthe Mercadier 2003 an der Seite von Claude Gensac im Fernsehfilm Le Squat. Im Fernsehen war sie über die Jahre auch in Aufzeichnungen ihrer Theaterstücke zu sehen sowie in sieben Folgen der Serie Eine französische Ehe (1965–1970).
In den 1970er Jahren trat Marthe Mercadier als Präsentatorin der Kochsendung La Grande cocotte des Senders TF1 mit den Spitzenköchen Paul Bocuse, den Brüdern Troisgros, Michel Guérard und Roger Vergé auf.
Ihre Autobiographie Le Rire est mon refuge erschien 2005. 2011 nahm sie an der ersten Staffel der Tanzshow Danse avec les stars teil. Marthe Mercadier war ab 1993 Chevalier et Officier des Arts et Lettres.

## Filmografie (Auswahl)
- 1950: Le Tampon du capiston
- 1950: Drei Telegramme (Trois télégrammes)
- 1951: Rauschgift Curare (Identité judiciaire)
- 1951: Die Nacht ist mein Reich (La nuit est mon royaume)
- 1952: Rendez-vous à Grenade
- 1953: Mein Leben für die Liebe (Un caprice de Caroline chérie)
- 1953: Gefährtinnen der Nacht (Les Compagnes de la nuit)
- 1953: Ein Akt der Liebe (Un acte d’amour)
- 1954: Mary-Lou und ihre Herren (Escalier de service)
- 1954: Menschen am Trapez (Obsession)
- 1955: Das schwarze Gesicht vom Paris (M’sieur la Caille)
- 1955: Die Lumpen fahren zur Hölle (Les Salauds vont en enfer)
- 1957: Meine Frau ist zum Schreien (Les femmes sont marrantes)
- 1958: Mädchen in Uniform
- 1959: Die erste Nacht (La prima notte)
- 1961: Louis – Die Schnatterschnauze (Dans l’eau… qui fait des bulles!…)
- 1963: Le Bon roi Dagobert
- 1965–1970: Eine französische Ehe (Les Saintes chéries) (Fernsehserie, sieben Folgen)
- 1967: Die Fälle des Monsieur Cabrol (Les Cinq dernières minutes) (Fernsehserie, eine Folge)
- 1968: Béru und jene Damen (Béru et ces dames)
- 1978: Ein Mann, eine Frau und ein Film in Paris (Once in Paris)
- 1981: Slip auf Trip (Les Folies d’Élodie)
- 1981: Zwölf Schwedinnen in Afrika (Belles, blondes et bronzées)
- 1988: Das Camp der Verlorenen (Camp de Thiaroye)
- 2001: Les Aliénés
- 2003: Le Squat (Fernsehfilm)
- 2012: R.I.S. Police scientifique (Fernsehserie, eine Folge)